# Пол (Ајдахо)
Пол (енгл. Paul) град је у америчкој савезној држави Ајдахо.

## Демографија
По попису из 2010. године број становника је 1.169, што је 171 (17,1%) становника више него 2000. године.
| Група             | 2000.       | 2010.       |
| Белци             | 811 (81,3%) | 793 (67,8%) |
| Афроамериканци    | 1 (0,1%)    | 0 (0,0%)    |
| Азијати           | 4 (0,4%)    | 9 (0,8%)    |
| Хиспаноамериканци | 163 (16,3%) | 333 (28,5%) |
| Укупно            | 998         | 1.169       |